# مؤتمر الثقة للمرأة
مؤتمر الثقة للمرأة (بالإنجليزية: Trust Women Conference) هو مؤتمر سنوي تنظمه مؤسسة طومسون رويترز. سيقام حدث عام 2017 في لندن يومي 15 و17 نوفمبر، وسينظر في الكفاح العالمي ضد الاتجار بالبشر والعبودية في القرن الحادي والعشرين (الرق المعاصر).

## تاريخ
سُمي المؤتمر حتى 2017 بمؤتمر الثقة للمرأة وقد بدأ عام 2012. كنتيجة مباشرة لمؤتمر 2012، قامت مؤسسة طومسون رويترز - مع محامي منطقة مانهاتن سايروس آر فانس جيه آر - بإنشاء فريق عمل مالي لمكافحة الاتجار بالبشر. وتضم المجموعة أعضاءً من بعض أكبر المؤسسات المالية في العالم  (بنك أمريكا، سيتيجروب، جيه بي مورجان تشيس، ويلز فارجو، باركليس، بنك تي دي، أمريكان إكسبرس، ويسترن يونيون) إلى جانب وكالة إنفاذ قوانين الهجرة والجمارك بالولايات المتحدة ومركز برو بونو القانوني للاتجار بالبشر والمنظمات غير الحكومية التي تعمل مع ضحايا الاتجار بالبشر. وفي عام 2014، أصدر فريق العمل المالي ورقة بيضاء تهدف إلى مساعدة الصناعات الأوسع نطاقا تحديدًا والإبلاغ عن المخالفات في المعاملات المالية التي قد تكون مرتبطة بأنشطة الاتجار بالبشر.

## المجلس الاستشاري
- الأميرة مابيل.
- شيري بلير.
- الملكة نور.
- كاترين م. راسل.
- ستيفن دنبار جونسون.
- جون جاي ستدزينسكي.
- ليفيا فيرث.
- سيما سمر.
- كلوديا برادو.